# Флаг Кирова
Флаг Ки́рова — официальный символ муниципального образования «Город Киров» Кировской области Российской Федерации. Флаг утверждён решением Кировской городской Думы от 31 марта 2010 года № 39/31.

## Описание
«Флаг муниципального образования „Город Киров“ представляет собой прямоугольное полотнище жёлтого цвета с отношением ширины к длине 2:3, в центре которого — направленная по диагонали вниз выходящая из схематически показанного облака синего цвета рука в рукаве красного цвета, держащая натянутый лук красного цвета с наложенной стрелой красного цвета, выше которой — уширенный крест красного цвета».